# ملحمة الباشكير
ملحمة الباشكير هي مجموعة من القصص الملحمية المستسقاة من التقاليد الشفوية الغنية لشعب الباشكير حيث تعكس مختلف الطبقات العرقية والتقاليد الثقافية. بعدما نشأت في رحم عصر ما قبل التاريخ، رافقت الملحمة التاريخ الكامل لشعب الباشكير.

## أنواع الأعمال الملحمية
في ملحمة الباشكير، يمكنك تسليط الضوء على القصص المميزة فقط من: 
- الباشكير (أورال باتير، اكبوزات [الإنجليزية]‏، زاياتواك وهيوخلو، الدار وزهرة  [لغات أخرى]‏، بابساك وكوساك  [لغات أخرى]‏، إلخ)
- المشتركة في العمل الشعري الشفوي للشعوب الناطقة بالتركية (ألباميشا [الإنجليزية]‏، كزييكوربياس ومايانخيلو  [لغات أخرى]‏، ترغين وكوزاك، إير تارجين، إلخ.)
- التي ظهرت بين الباشكير تحت تأثير الأدب الشرقي، مثل " "، "طاهر وزهرة  [لغات أخرى]‏" وغيرها.

الأنواع الرئيسية من ملحمة الباشكير: 
- كبير (أورال باتير، أكبوزات، إلخ))؛
- حكاية («كزييكوربياس ومايانخيلو»، «الدار العقارية وزخرة» وآخرون.)؛
- ارتايك («زاياتواك وهيوخلو»، «الباميش والبارسينخيل»، إلخ.)؛
- قصة («طاهر وزهرة»، «يوسف وزليخة»، إلخ.).

## التقاليد في أعمال الباشكير الملحمية
كانت مفهومي الوطن الأم ومنطقة الأورال ‏ متلازمان عند إلى الباشكير القدامى، وكان ينظر إليهما كشيء موحد، وبدونه لا يمكن تخيل وجودهم على الأرض. 
الأفكار الأكثر حميمية، الأغاني، الألحان، الأساطير والحكايات الملحمية - كوبير باشكير مكرس إلى الأورال أو مرتبط به. 
إن أكثر الأفكار الحميمية والأغاني والألحان والأساطير والحكايات الملحمية الباشكيرية «الكوبير» مكرسة لجبال الأورال أو متصلة بها. على سبيل المثال، يروي الكوبير «أورال باتير» باللغة الشعرية كل شيء عن الوحدة التي لا تنفصل عن شعب الباشكير مع الأورال، مع أرض الأورال.

### ثلاثية
ينعكس التقليد الشعبي لشعب الباشكير في الأعمال: أورال باتير، اكبوزات ‏، - حيث ينقسم ماضي الباشكير التاريخي إلى ثلاث فترات طويلة: 
- 1) ولادة الحياة، معنى الحياة وظهور أول قبائل الباشكير  [لغات أخرى]‏ في جنوب الاورال [الإنجليزية]‏؛
- 2) ظهور الأدوات المصنوعة من المعدن وترويض الخيول.
- 3) تشكيل شعب الباشكير من مختلف القبائل التي تعيش في جبال الأورال الجنوبية.

## الفنانين
```
السيسنسيون
 
[الإنجليزية]
‏
(رواة الفن الشعبي) هم مبدعو وحفظة الحكايات الملحمية. لقد أتوا إلينا بآثار غير مسبوقة للثقافة الروحية. كان السيسنس متحدثًا حقيقيًا عن أفكار وتطلعات الجماهير. مهمة السيسنس - لتعكس بشكل فني حياة ومثل الناس - جلبت لهم شعبية واحترام.
[
3
]
```

## أعمال ملحمية
أورال-باتير، اكبوزات ‏، بابساك وكوساك ‏، أيدل ويايك، كونغور بوغا، كزييكوربياس ومايانخيلو ‏، إيدوكي و موردين ‏، آخاك-كولا، كارا يورغا، الباميش والبارسينخيل ‏، ترغين وكوزاك، إيك-مرغين ‏، مرغين والمايا، آخاك-كولا، وكوزييكوربس ومايانخليو، الدار وزهرة، يوسف وزليحة، بيرامبيكي وتاتليباي، كاراس وأكشا، كاراخاكال وآخرون. 

## وصلات خارجية ومصادر
- باتير والفيضان على يوتيوب
- لغز من العصر الحجري القديم على يوتيوب
- مقال عن باشكورتوستان: موسوعة مختصرة[وصلة مكسورة] قالب:Недоступная ссылка
- Mirbadaleva A.S. Bashkir epos folk. M. 1977.